# Oboga (gmina)
Oboga – gmina w Rumunii, w okręgu Aluta. Obejmuje tylko jedną miejscowość Oboga. W 2011 roku liczyła 1771 mieszkańców.